# Csősz
Csősz is een plaats (község) en gemeente in het Hongaarse comitaat Fejér. Csősz telt 1053 inwoners (2001).